# الملايو في ماليزيا
الملايو في ماليزيا (بالملايوية: Orang Melayu Malaysia)‏؛ (الجاوية: اورڠ ملايو مليسيا) في هم ماليزيون من أصل ملايوي ينحدر أسلافهم كليًا أو جزئيًا من عالم ملايو. في تقدير السكان لعام 2015، بإجمالي عدد السكان 15.7 مليون، يشكل الملايو في ماليزيا 50.8% من التركيبة السكانية في ماليزيا، وهي أكبر مجموعة عرقية في البلاد. يمكن تصنيفها على نطاق واسع إلى فئتين رئيسيتين؛ Anak Jati (الملايو الأصليون أو الملايو المحليون) و Anak Dagang (يتاجرون بالملايو أو الملايو الأجانب).
يتألف الملايو المحليون من الأفراد الذين يلتزمون بثقافة الملايو الأصلية في المناطق الساحلية لشبه جزيرة الملايو وبورنيو. ومن بين المجموعات البارزة، البرونيون، وكيداهانر، وكلانتانيز، وباهانجيت، وبيراكيون، وساراواكيان، وترينجانوان. من ناحية أخرى، يتألف الملايو الأجانب من أحفاد المهاجرين من أجزاء أخرى من أرخبيل الملايو الذين أصبحوا مواطنين في سلطنات الملايو وتم استيعابهم واستيعابهم في ثقافة الملايو في أوقات مختلفة، بمساعدة التشابه في نمط الحياة والدين المشترك.